# جون موريسون (سياسي كندي، مواليد 1872)
جون موريسون هو سياسي كندي، ولد في 29 أكتوبر 1872، وتوفي في 6 نوفمبر 1950. انتخب عضو مجلس العموم الكندي عن دائرة Weyburn (federal electoral district) ‏ (6 ديسمبر 1921 – 29 أكتوبر 1925).